# Леонард, Райан
Райан Леонард (англ. Ryan Leonard; род. 21 января 2005, Амхерст, Массачусетс) — американский хоккеист, нападающий «Вашингтон Кэпиталз». Игрок сборной США. Двукратный чемпион мира (2024 и 2025 годы) среди молодёжных команд, чемпион мира среди юниоров (2023).

## Клубная карьера
Родился в семье Джона и Синди Леонард. У него трое братьев и сестёр. Его брат Джон — профессиональный хоккеист. Его отец, Джон-старший, был помощником тренера баскетбольной команды UMass Minutemen с 2001 по 2005 годы.
В 2023 году на драфте Национальной хоккейной лиги, под общим 8-м номером, был выбран клубом «Вашингтон Кэпиталз».
В сезоне 2023/24 выступал за хоккейную команду Бостонского колледжа. Провёл 41 игру, забил 31 шайбу, сделал 29 результативных передач.
31 марта 2025 года подписал трёхлетний контракт новичка с «Вашингтон Кэпиталз». Днём позже дебютировал в НХЛ в матче против «Бостон Брюинз» в присутствии многих своих бывших товарищей по команде из Бостонского колледжа.

## Карьера в сборной
В 2022 и 2023 году вызывался в сборную США среди игроков не старше 18 лет. Завоевал чемпионский титул в 2023 году и серебряную медаль в 2022 году.
В декабре 2023 года был вызван в молодёжную сборную США для участия в чемпионате мира в Швеции, на котором американцы стали чемпионами. На счету Райана 7 игр, 3 забитые шайбы и 3 результативные передачи.
В 2024 году приглашён в состав первой национальной сборной США для участия в чемпионате мира, который состоялся в Чехии. Там американская сборная финишировала пятой.
На стыке годов вновь был приглашён в молодёжную сборную США на чемпионат в соседнюю Канаду, где был выбран капитаном сборной. На этом чемпионате стал самым ценным игроком чемпионата и двукратным чемпионом мира среди молодёжи. В Оттаве сыграл все 7 матчей, забил 5 шайб и сделал 5 результативных передач.